# Селско въстание в Англия
Селското въстание в Англия избухва през 1381 г. и е едно от народните въстания в Европа през Късното Средновековие и е важно събитие в историята на Англия. Въстанието е не само най-масовите и най-силните безредици в английската история, но и най-добре описаният бунт през Средновековието. Народната памет е съхранила имената на някои от водачите на въстанието – Джон Бол, Уот Тайлър и Джак Строу, въпреки че за тяхната биография се знае малко.
Бунтът може да се счита за началото на края на крепостничеството в средновековна Англия, въпреки че самото въстание е неуспешно. То накарва висшите класи да осъзнаят, че феодалната система трябва да се реформира и че крепостничеството кара нисшите класи да обедняват.